# Turneul de tenis de la Wimbledon
Turneul de tenis de la Wimbledon, cunoscut de obicei drept Wimbledon, este cel mai vechi turneu de tenis din lume și este considerat pe scară largă ca fiind cel mai prestigios. Turneul are loc la All England Club din Wimbledon, Londra, din 1877 și se joacă în aer liber, pe terenuri cu iarbă, cu acoperișuri retractabile peste cele două terenuri principale din 2019.
Wimbledon este unul dintre cele patru turnee de tenis Grand Slam, celelalte fiind Australian Open, French Open și US Open. Wimbledon este singurul Grand Slam care se joacă pe iarbă, care este suprafața tradițională de tenis. Turneul are loc în mod tradițional pe parcursul a două săptămâni, la sfârșitul lunii iunie și la începutul lunii iulie. În fiecare an se organizează cinci probe majore, având loc și competiții suplimentare pentru juniori. 
Tradiția de la Wimbledon include un cod vestimentar strict alb pentru concurenți și patronajul regal. Căpșunile cu smântână sunt consumate în mod tradițional la turneu. Publicitatea este minimă și discretă de la furnizori oficiali precum Slazenger și Rolex. Relația cu Slazenger este cea mai longevivă sponsorizare sportivă din lume, oferind mingi pentru turneu din 1902.
Din cauza pandemiei COVID-19, Campionatele din 2020 au fost anulate, prima anulare a turneului de la Al Doilea Război Mondial. La ediția din 2022, ITF și WTA nu au acordat puncte de clasare din cauza controverselor legate de excluderea jucătorilor care reprezintau Rusia și Belarus, în contextul invaziei Ucrainei de către Rusia.

## Istoric

### Pre-Open Era

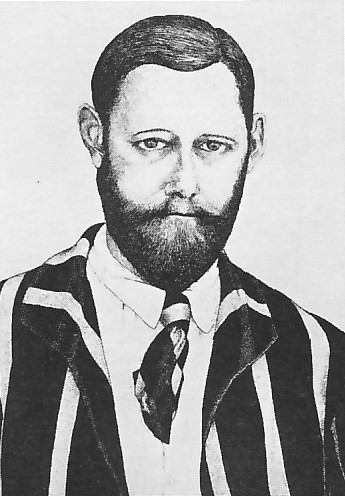
Spencer Gore, câștigătorul primului campionat de la Wimbledon

Locul de desfășurare a celui mai vechi turneu din lume este clubul privat All England Lawn Tennis and Croquet Club, fondat în 1868 sub numele de "The All England Croquet Club", cu sediul inițial în Worple Road, Wimbledon. La început s-a concurat doar la crochet.
În 1876, tenisul pe gazon, un joc conceput de maiorul Walter Clopton Wingfield cu un an și ceva mai devreme ca o versiune în aer liber a tenisului real și care inițial a primit numele de Sphairistikè, a fost adăugat activităților clubului. În primăvara anului 1877, clubul a fost redenumit „The All England Croquet and Lawn Tennis Club” și a semnalat schimbarea numelui prin instituirea primului campionat de tenis pe gazon. 
Prima ediție a Wimbledon, primul turneu de tenis din istorie, a avut loc între 9 și 19 iulie 1877, doar la simplu masculin. Au participat 22 de jucători, care au plătit o taxă de înscriere de o guinee. S-au disputat 21 de meciuri pe parcursul a cinci zile. Campionatul a fost suspendat în weekend pentru confruntarea anuală de crochet. Finala programată pentru luni, 16 iulie, a fost amânată cu patru zile din cauza ploii. Campionul a fost Spencer Gore, în vârstă de 27 de ani, care l-a învins pe William Marshall cu 6–1, 6–2 și 6–4 în 48 de minute. El a plecat acasă cu o cupă de argint donată de revista sportivă The Field evaluată la 25 de guinee și un premiu în bani de 12 guinee. Finala a fost urmărită de aproximativ două sute de spectatori, care au plătit o taxă de intrare de un șiling.
Din al doilea an și până în 1921, a funcționat un sistem de turnee de calificare, la care participau toți jucătorii de tenis, cu excepția campionului în exercițiu. Acesta juca apoi cu învingătorul din calificări în așa-numita finală challenger, adică juca un singur meci din tot turneul. În cazul în care campionul în exercițiu nu mai era activ sau nu intra în finala turneului, titlul trecea automat la challenger fără luptă.

#### Epoca fraților Renshaw și a fraților Doherty

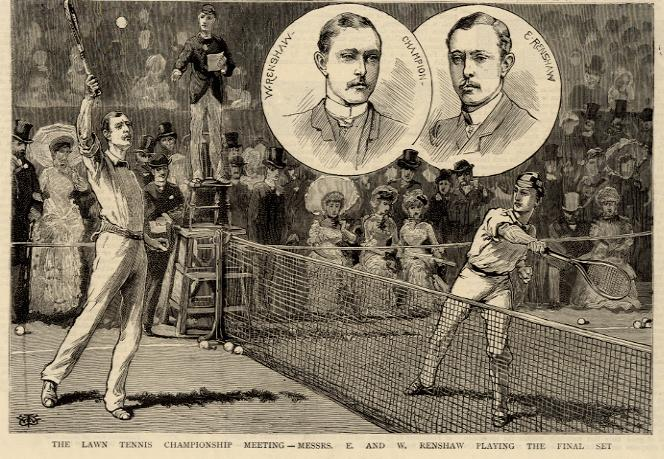
Frații Ernest și William Renshaw

Primii doi campioni au câștigat trofeul câte o singură dată. Următoarele 2 ediții au fost dominate de preotul englez John Hartley, care a practicat jocul pe tot terenul de pe linia de fund. În 1881, Wimbledon a intrat în istorie cu cea mai scurtă finală masculină din toate timpurile, când Hartley a pierdut în fața challengerului William Renshaw, în vârstă de 20 de ani, în 37 de minute, după seturi de 0-6, 1-6 și 1-6. Noul campion a aplicat un stil energic și tehnic și a început o serie de șase titluri la rând, serie încheiată în 1887 de Herbert Lawford. După ce fratele său geamăn Ernest Renshaw a câștigat în 1888, William Renshaw a obținut un al șaptelea titlu record în sezonul următor. Această performanță a fost egalată în era deschisă de americanul Pete Sampras și apoi depășită de elvețianul Roger Federer. Cei doi frați au încurajat popularitatea tenisului în societate și au devenit forța motrice în transformarea percepției sale de la o distracție socială la un adevărat sport de competiție.

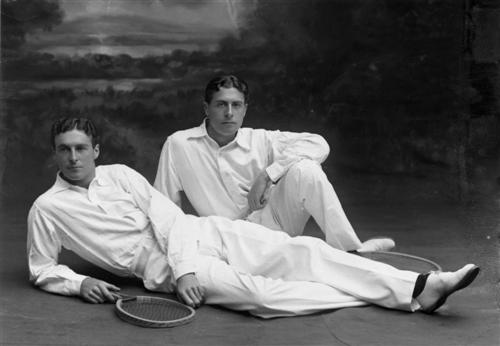
Cu opt titluri la dublu și nouă titluri la simplu, frații Doherty domină competiția timp de un deceniu la Wimbledon.

În anul 1884 au început pentru prima dată competițiile de simplu feminin și de dublu masculin. Dublu feminin și dublu mixt au avut loc apoi din 1913. Sistemul de turnee de calificare cu finale challenge, care s-a aplicat la simplu masculin și feminin și la dublu masculin, s-a încheiat în 1921, iar din sezonul următor s-a practicat sistemul clasic de eliminare directă.
De la mijlocul anilor 1890, nativii de la Wimbledon Reginald și Lawrence Doherty au început să domine, schimbând definitiv percepția asupra tenisului la nivelul unui sport competitiv și din ce în ce mai popular. Au adus explozivitatea jocului, o nouă componentă tehnică și artistică. În timpul spectacolelor lor pe terenurile cu iarbă, numărul spectatorilor a început să crească. Reginald a câștigat patru titluri la rând între 1897–1900 și Lawrence cinci trofee între 1902–1906. În plus, au triumfat de opt ori la dublu. Etapa învingătorilor britanici a fost finalizată în 1907 de australianul Norman Brookes, care a devenit primul campion străin.
Englezul Arthur Gore a câștigat al treilea titlu al său în 1909 la vârsta de 41 de ani și 182 de zile, devenind cel mai în vârstă câștigător de Grand Slam de la Londra de până acum. Începând cu acest an, doar doi britanici au câștigat proba de simplu masculin, Fred Perry în 1934-1936 și Andy Murray în 2013. Neozeelandezul Tony Wilding a câștigat patru victorii consecutive în perioada 1910-1913. Cel mai semnificativ dintre acestea a fost ultimul dintre ele, când dublul campion de la Campionatului SUA Maurice McLoughlin, supranumit „Cometa California” cu un serviciu de tun, a participat la Wimbledon. După o victorie clară în turneul de calificare fără să piardă un set, a intrat în finală, unde nu a fost suficient de bun pentru stilul sofisticat din punct de vedere tehnic al lui Wilding.

#### 1884–1914: Începuturile turneului feminin

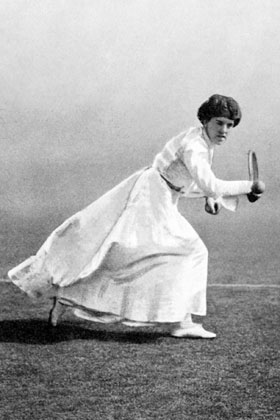
Cu șapte titluri, Dorothea Chambers este cea mai de succes jucătoare a perioadei 1884–1914. De asemenea, ea a câștigat prima ediție de dublu feminin în 1913 alături de Charlotte Cooper.

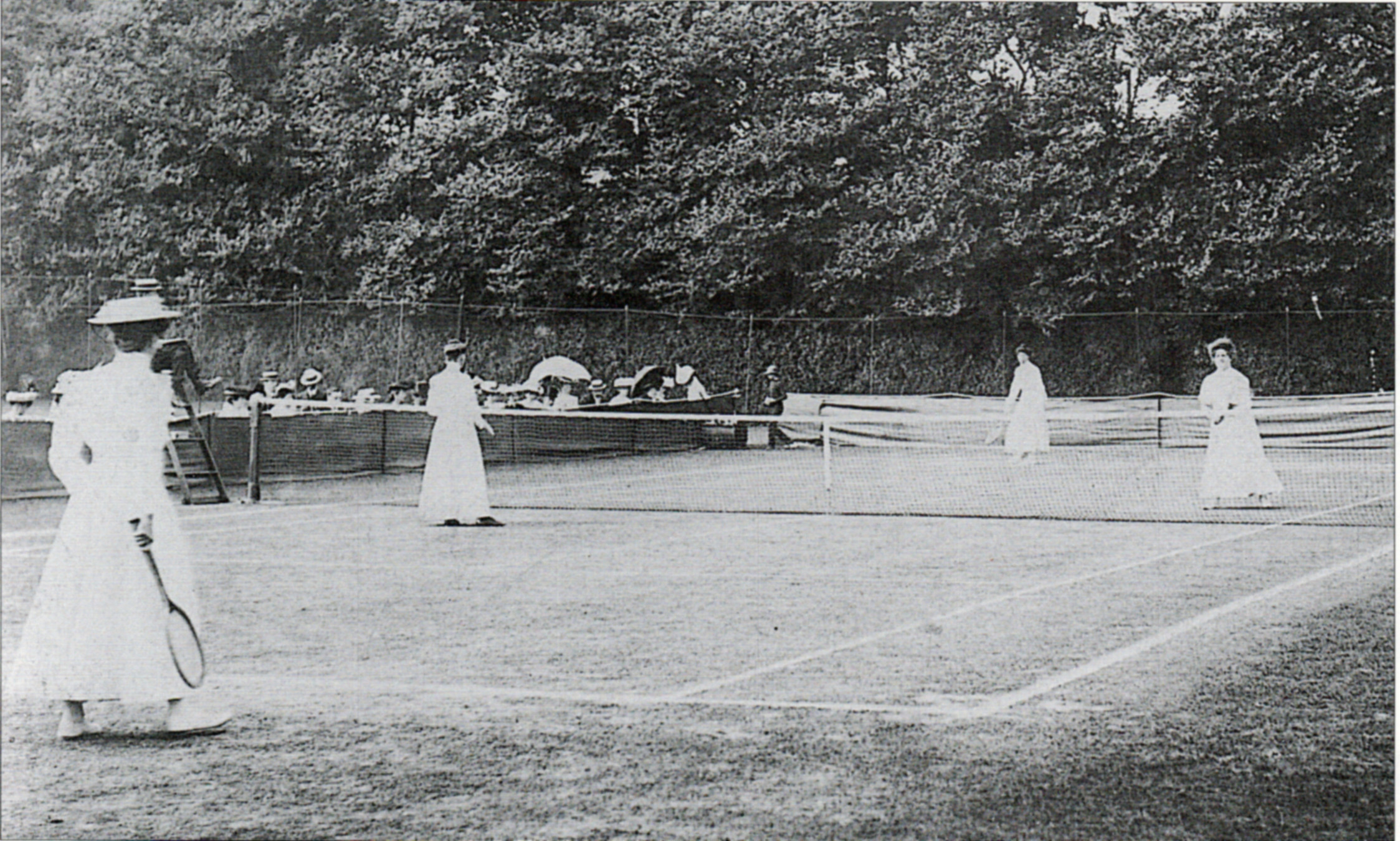
Finala de dublu feminin, Wimbledon, 1906. Pe de o parte Blanche Bingley și May Sutton, pe de altă parte Charlotte Cooper și Agnes Morton

În 1879, Campionatul irlandez s-a remarcat prin faptul că a devenit primul turneu de tenis care a introdus un eveniment de simplu pentru femei în prima sa ediție. Cu această ocazie, May Langrishe, în vârstă de doar 14 ani, devine prima femeie care a câștigat un turneu de tenis feminin. Wimbledon a decis să permită participarea femeilor cinci ani mai târziu, în 1884, iar Maud Watson, în vârstă de 21 de ani, a fost cea care a câștigat împotriva surorii ei mai mari. Abia 2001, la finala dintre Serena Williams și Venus Williams, două surori au jucat una împotriva celeilalte. Maud Watson și-a apărat titlul în sezonul următor, însă în 1886, a pierdut în fața lui Blanche Bingley care a câștigat șase titluri la Wimbledon, ultimul în 1900. A menținut o mare rivalitate cu Charlotte Cooper, pe care a întâlnit-o în patru finale. Chiar și la ediția din 1912, când avea 48 de ani, Bingley a ajuns în semifinale. 
O altă mare figură a primei epoci a fost Lottie Dod, care și-a revendicat triumful de debut în 1887, la doar 15 ani și 285 de zile, ea deținând și în prezent recordul de cea mai tânără campioană la simplu feminin. A câștigat cinci titluri la Wimbledon și pe lângă tenis, Dod a concurat în multe alte sporturi, inclusiv golf, hochei pe iarbă și tir cu arcul. 
Cea mai bună jucătoare a etapei de dinainte de război a fost Dorothea Lambert Chambers care a triumfat aici de șapte ori, prima dată în 1903 și ultima dată în 1914. În 1927, la vârsta de 47 de ani, a ajuns în semifinalele atât la dublu feminin, cât și la mixt. În sezoanele 1905 și 1907, ea a fost învinsă în finală de prima campioană străină, americanca May Sutton. Până în secolul al XX-lea, femeile jucau exclusiv de pe linia de bază. Printre puținele excepții se numără Charlotte Cooper, cu cinci titluri la Wimbledon.
Turneul nu a avut loc în timpul Primului Război Mondial (1915-1918) și al celui de-al Doilea Război Mondial (1940-1945).

#### Din 1922: Sistem deschis – câștigătorul joacă din prima rundă
În 1919, 128 de jucători de tenis au luat parte în primul an după pauză de război. A reflectat un prestigiu tot mai mare și un interes internațional tot mai mare. Jucătorii au cerut să se pună capăt sistemului așa-numitei finale challenger, care s-a practicat și în Cupa Davis și care a favorizat în mod disproporționat campioana en-titre. Cererea a fost audiată în 1921, iar din sezonul 1922 campionul în exercițiu a trebuit să intre ca toți ceilalți concurenți în prima rundă. 
Complexul inițial de tenis din Worple Road, cu o capacitate totală de 7.000 de locuri, nu mai era adecvat și, prin urmare, regele George al V-lea al Angliei a inaugurat un nou stadion de tenis situat la aproximativ 1 km distanță pe Church Road în 1922, locul unde se desfășoară Grand Slam-ul până în zilele noastre.

#### 1919–1939: epoca Lenglen și Wills Moody

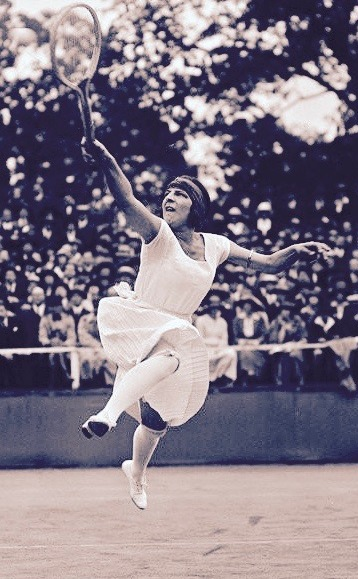
Suzanne Lenglen – de șase ori campioană la simplu

În perioada interbelică, două jucătoare și-au pus amprenta în special în istoria secțiunii feminine. În primul rând, franțuzoaica Suzanne Lenglen, de șase ori campioană între 1919–1923 și 1925. Prima ei finală din 1919 a devenit unul dintre cele mai mari meciuri din istoria Wimbledon. Ea a jucat împotriva Dorothea Douglass Chambers, de șapte ori campioană. Bătălia s-a încheiat cu o victorie strânsă cu 10–8, 4–6, 9–7 pentru franțuzoaică, care a evitat cu succes două puncte de meci. În 1920, ea a devenit prima jucătoare de tenis care a triumfat în toate cele trei competiții – simplu, feminin și dublu mixt, și a repetat acest rezultat de încă două ori în 1922 și 1925.

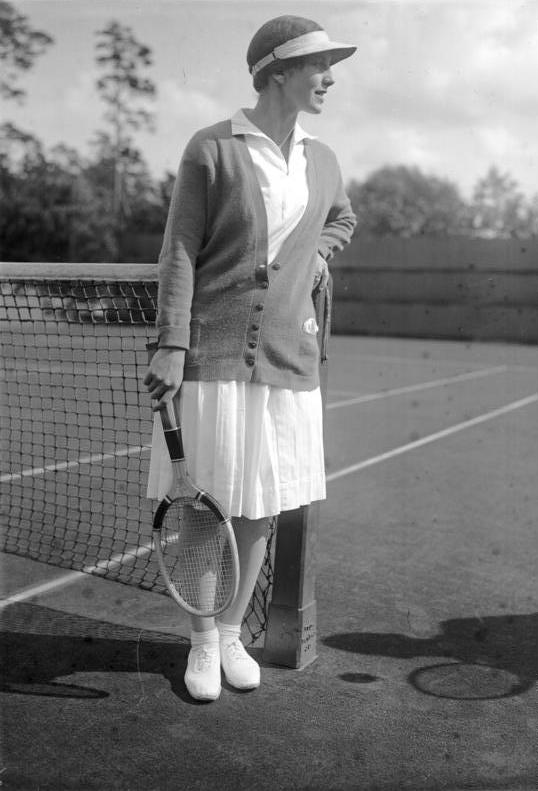
Cu opt titluri, Helen Wills Moody este deținătoarea recordului pentru titlurile de simplu până la ascensiunea Martinei Navrátilová în anii 1980.

Lenglen nu a cunoscut niciodată înfrângere pe iarba Londrei. În 1924, ea s-a retras din cauza unei boli înainte de semifinale. În sezonul 1926, a existat o neînțelegere care a determinat-o să părăsească Wimbledon pentru totdeauna. Organizatorii i-au mutat meciul de simplu înaintea meciului de dublu, pentru că familia regală plănuia să fie prezentă. Dorind să joace mai întâi la dublu mixt, Lenglen a cerut ca meciul să fie reprogramat. Cererea nu i-a fost acceptată iar ea a ajuns pe teren cu întârziere, făcând-o să aștepte pe Regina Mary și refuzând să joace.  În cele din urmă, clubul a respectat dorința lui Lenglen și a reprogramat ambele meciuri, cu meciul de dublu primul. Cu toate acestea, Lenglen a fost învinsă la dublu, în timp ce publicul care de obicei o susținea pe Lenglen s-a întors împotriva ei. Deși a învins-o pe Evelyn Dewhurst în meciul de simplu reprogramat, ea s-a retras apoi atât de la simplu, cât și de la dublu mixt, punând capăt ultimului său turneu de amatori.
Grand Slam-ul a fost apoi dominat de americanca Helen Wills Moody, care a înregistrat opt titluri între 1927 și 1938, un număr record de victorii depășit abia în anii 1990 de Martina Navrátilová. Ea a pierdut un singur meci la turneu, de la prima sa apariție în 1924, în finala împotriva lui Kathleen McKane Godfree. În total, ea a câștigat 55 din 56 de meciuri, pierzând doar trei seturi în total. A jucat împotriva lui Lenglen o singură dată în carieră, în 1926 la turneul de la Cannes, unde a pierdut cu 3–6 și 6–8. Nu a excelat în mobilitate, dar precizia ei izbitoare a devenit excepțională, cu care a câștigat superioritate față de adversarii săi. Datorită concentrării mari asupra jocului și impresiei ei calme asupra celor din jur, ea și-a câștigat porecla „Poker Face”.

#### 1920–1939: Cei patru mușchetari, Perry și Budge

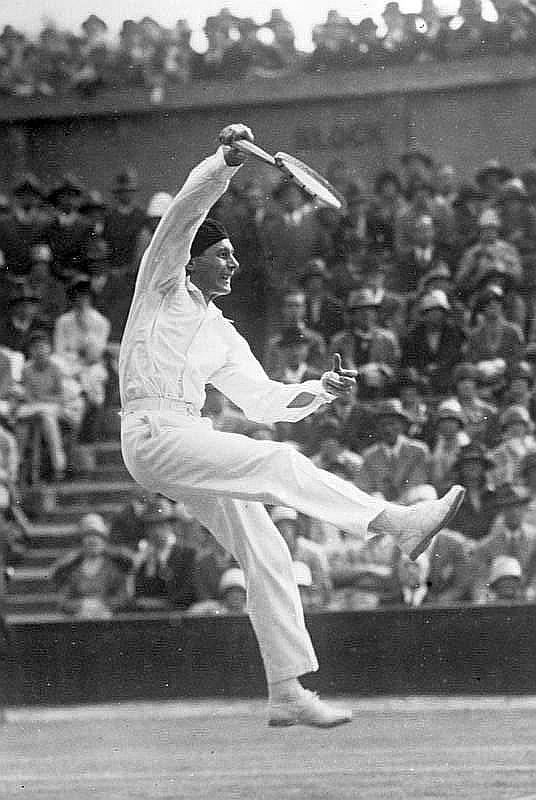
Jean Borotra – de 6 ori campion la Wimbledon (de două ori la simplu, de trei ori la dublu masculin și o dată la dublu mixt).

În competiția masculină din perioada interbelică, au dominat cei „Patru mușchetari”: Jean Borotra, Jacques Brugnon, Henri Cochet și René Lacoste. Borotra, Lacoste și Cochet au câștigat șase ediții consecutive între 1924–1929. Brugnon a câștigat de patru ori la dublu masculin. La crearea sa în 1927, trofeul masculin la Openul Francez a fost numit Coupe des Mousquetaires în onoarea cvartetului. În 1920 și 1921 a triumfat americanul Bill Tilden (numărul unu mondial din 1920 până în 1926). Abia în 1930, americanul în vârstă de 37 de ani a obținut a treia victorie când l-a învins pe compatriotul Wilmer Allison într-o luptă pentru titlu.
Ediția din 1931 este marcată de un fapt unic în istoria Wimbledon. Americanul Frank Shields își răsuceste glezna la finalul victoriei sale din  semifinale împotriva lui Jean Borotra. Echipa americană de Cupa Davis îi cere să renunțe la finală, pentru a-și reveni pentru meciul dintre Regatul Unit și Statele Unite care urma să aibă loc câteva zile mai târziu. Shields lasă trofeul compatriotului său Sidney Wood, în vârstă de 19 ani. Este singura dată în istoria turneului în care finala nu se joacă din cauza abandonului unuia dintre cei doi jucători.
Finala de cinci seturi dintre australianul Jack Crawford și americanul Ellsworth Vines disputată în 1933 a fost evaluată de publicul expert drept cea mai bună din istoria trecută a Grand Slamului. În 1934, pentru prima dată din 1909, britanicii au câștigat ambele probe de simplu masculin (Fred Perry) și feminin (Helen Wills), iar câștigătorii au fost prezentați regelui George al V-lea pentru a fi felicitați.
În 1937, americanul Don Budge a triumfat datorită excelentului său rever și a devenit primul jucător de tenis masculin care a câștigat toate cele trei competiții simultan – simplu, dublu masculin și dublu mixt. Ediția din 1939 a fost câștigată de americanii Bobby Riggs la bărbați și Alice Marble la femei, cu puțin timp înainte ca Europa să cadă într-un nou conflict mondial, ceea ce a obligat organizatorii să suspende turneul până în 1946. În timpul războiului, dotările au fost folosite de armată, iar terenul central a fost avariat de o bombă germană în 1940 care a distrus aproape 1.200 de locuri.

#### 1946–1968: Epoca postbelică și ascensiunea australienilor

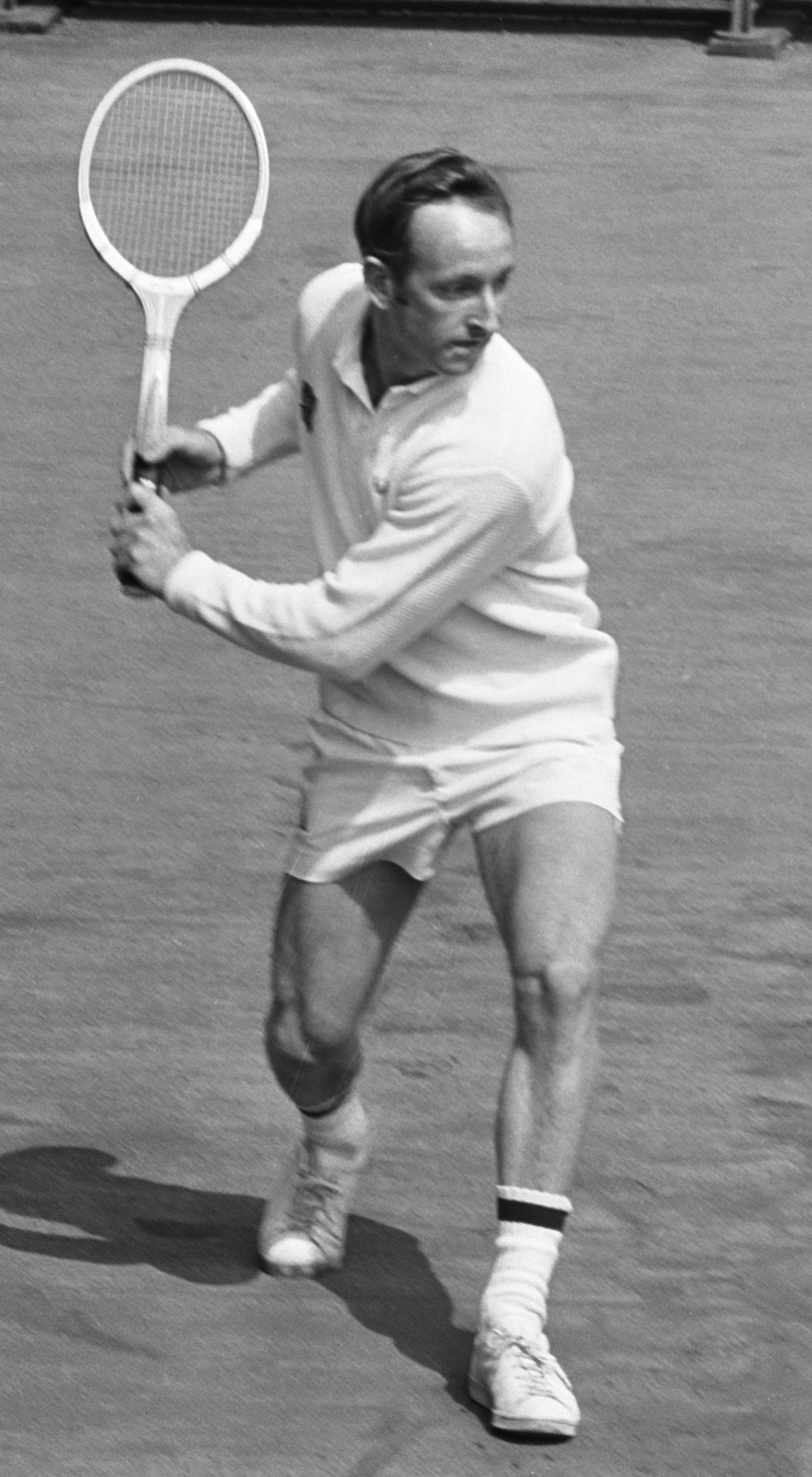
Rod Laver – de 6 ori campion la Wimbledon (de patru ori la simplu, o dată la dublu masculin și o dată la dublu mixt).

Primele ediții postbelice au fost marcate de o anumită instabilitate. Foștii mari jucători de la sfârșitul anilor 1930 au îmbătrânit sau au intrat pe circuitul profesionist în timp ce noua generație nu a reușit să se maturizeze din lipsă de turnee.
Cel mai bun jucător de tenis din primii ani de după cel de-al Doilea Război Mondial, americanul Jack Kramer, a câștigat titlul în 1947, fără să piardă un set. El a stabilit recordul pentru cele mai puține jocuri pierdute într-un anumit an, pierzând doar 37 în șapte runde, câștigând ultimul meci împotriva lui Tom Brown cu 6–1, 6–3, 6–2 în 48 de minute. După triumf, s-a retras din tenisul amator. Până la sfârșitul anilor 1950, încă șase americani au câștigat Wimbledon, singurul campion en-titre de succes în acea epocă fiind australianul Lew Hoad, campionul din 1956 și 1957. În 1959, titlul a fost câștigat de un sud-american, peruanul Alex Olmedo, care l-a învins în finală pe steaua în devenire, australianul Rod Laver. Laver a triumfat apoi de patru ori în anii 1960, a doua oară în 1962, fiind al doilea jucător de tenis din istorie care a câștigat un „Mare șlem curat”. În perioada 1956–1971, australienii au câștigat treisprezece din cele șaisprezece ediții.
În rândul femeilor, jucătoarele de atac cu un serviciu voleu au început să câștige teren pe iarba rapidă din anii 1950. Excepția a fost micuța americană Maureen Connolly, care între 1952 și 1954, a obținut trei victorii la rând. Al doilea titlu din 1953 a contribuit la faptul că la sfârșitul sezonului, la vârsta de 18 ani, a devenit prima femeie din istoria tenisului care a câștigat un „Mare șlem curat”. Cu toate acestea, cariera ei de tenis s-a încheiat prematur după ce a căzut de pe un cal, suferind o fractură care a marcat sfârșitul carierei sale active.
Prima câștigătoare de culoare a fost americanca Althea Gibson, care a triumfat în 1957 și 1958. Abia în 1959 brazilianca Maria Buen a întrerupt seria de 14 titluri consecutive ale jucătorilor americani. Din 1963, terenurile All England Club au fost dominate de două mari figuri ale tenisului mondial care practicau un joc de atac: australianca Margaret Court cu trei titluri de simplu dintr-un total de zece titluri la Wimbledon și americanca Billie Jean King, care a câștigat la simplu de șase ori și cu un total de 20 de titluri a devenit cea mai de succes jucătoare de la Wimbledon.

### Open Era

#### Dominanția lui Laver, Borg și King

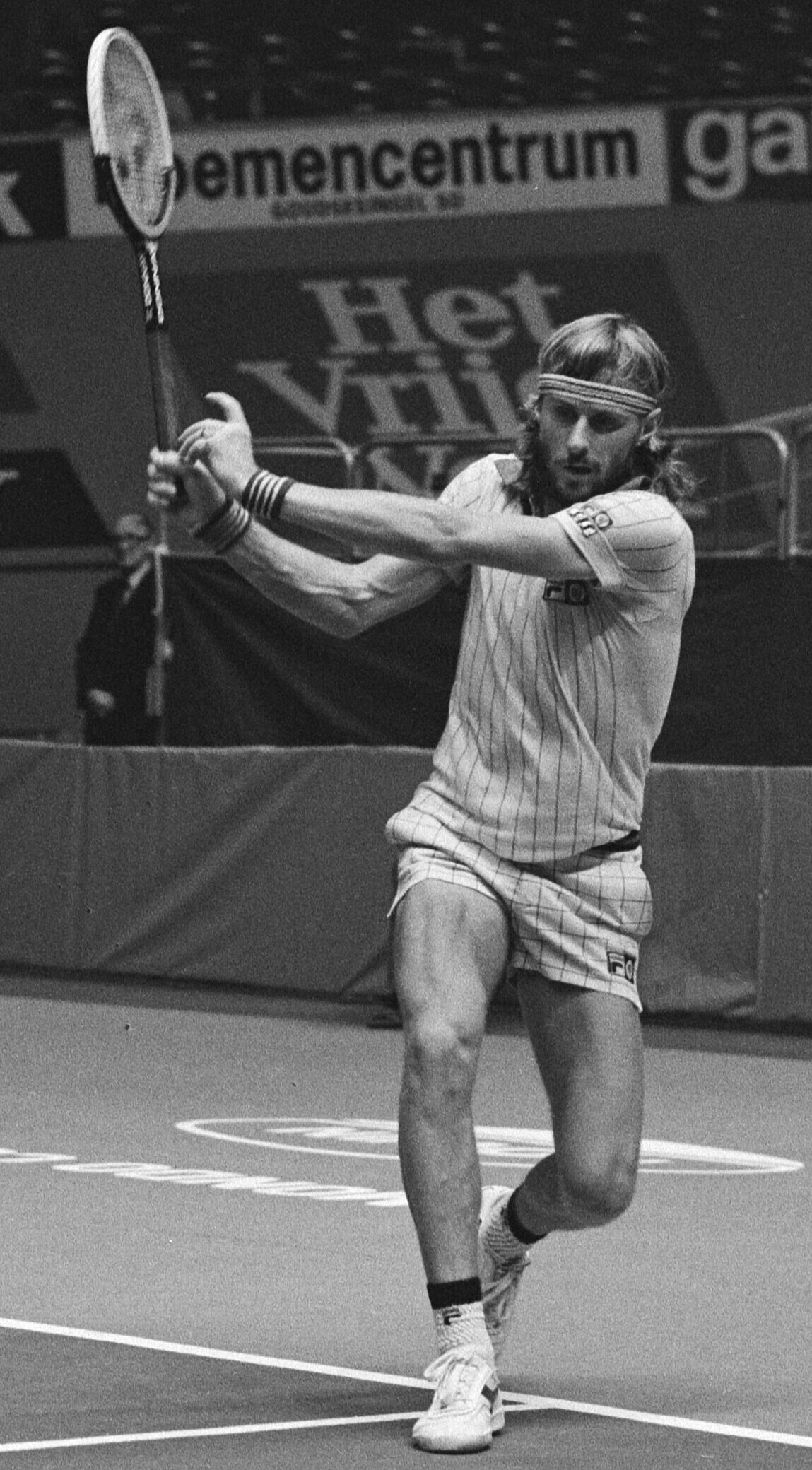
Edițiile 1976-1980 au fost dominate de suedezul Björn Borg, care a câștigat pentru prima dată Wimbledonul la vârsta de 20 de ani

După Roland Garros în 1968, Wimbledon a devenit al doilea turneu deschis din istoria celor patru turnee de Grand Slam. Australian Open nu a permis accesul profesioniștilor decât în sezonul următor, în 1969.
Primul câștigător de la Wimbledon al unui turneu deschis amatorilor și profesioniștilor a fost Rod Laver la masculin, care a trecut la profesioniști în sezonul 1963 și, prin urmare, nu a putut participa la edițiile anterioare. La feminin, câștigătoare a fost americanca Billie Jean King, al cărei titlu a fost al treilea triumf consecutiv. Laver și-a confirmat dominația în 1969, când a câștigat pentru a doua oară toate cele patru turnee de Grand Slam în același an calendaristic. Cel mai mare rival al său pe circuit a fost compatriotul Ken Rosewall, care, în ciuda a patru prezențe în finală, nu a reușit niciodată să ridice trofeul de la Wimbledon deasupra capului. 
Până în 1970, învingătorul unui set trebuia să ajungă la o diferență de două game-uri. În 1971, a fost introdus un tiebreak standard în care un jucător era obligat să câștige cel puțin șapte mingi la o diferență minimă de două puncte. Până în 2019, tiebreak-ul nu se juca în setul decisiv.

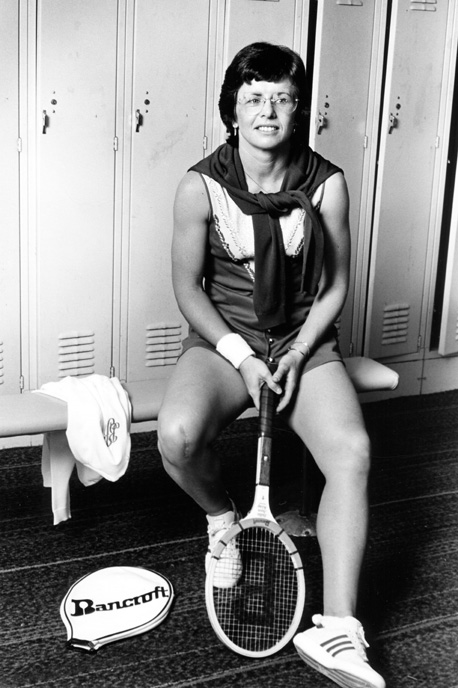
Billie Jean King deține la Wimbledon șase titluri la simplu, zece la dublu feminin și patru la dublu mixt

În 1973, 81 de jucători din nou înființata organizație ATP  au boicotat turneul de la Wimbledon, mai puțin Ilie Năstase, Roger Taylor și Ray Keldie. Turneul s-a jucat cu înlocuitori și lucky loseri și a fost dominat de cehoslovacul Jan Kodeš, care l-a învins în finală pe cel mai bun jucător de tenis din epoca sovietică, Alex Metreveli, devenind singurul campion din blocul estic. Năstase a pierdut în runda a patra. În ciuda absenței celor mai buni jucători, prezența la Grand Slam a fost a doua ca mărime din istorie. Aceasta a fost urmată în 1974 de primul titlu al americanului Jimmy Connors, care l-a învins pe campionul în exercițiu Kodeš în sferturile de finală. În finală, el l-a învins pe Rosewall, acum în vârstă de 40 de ani, devenind primul câștigător care a practicat pe deplin reverul cu două mâini. În 1975, Connors nu a reușit să-l învingă pe primul câștigător de culoare, compatriotul său, Arthur Ashe.
Următoarele cinci ediții, 1976-1980, au fost dominate de tânărul suedez Björn Borg, care a câștigat pentru prima dată la vârsta de 20 de ani și a intrat în istoria Wimbledonului ca unul dintre cei mai buni jucători. În 1977, adolescentul american John McEnroe a ajuns până în semifinale din calificări, unde a pierdut în fața lui Connors. Două dintre cele mai mari nume ale perioadei, Borg și Connors, s-au confruntat apoi în lupta pentru titlu. În ciuda jocului agresiv de pressing al americanului, răbdarea suedezului și plasarea precisă a mingiei au triumfat, nordicul înregistrând mai puține erori neforțate. Seria de 41 de meciuri fără înfrângere a lui Borg a luat sfârșit la ediția din 1981, când a cedat în finală în fața gălăgiosului McEnroe, care și-a răzbunat înfrângerea din finala precedentă. Americanul a mai câștigat două titluri în 1983 și 1984.
În 1974, primul dintre cele trei titluri a fost câștigat de americanca Chris Evert, în vârstă de 19 ani, cu un stil de joc pe tot terenul, care amintea de Court. Billie Jean King a anunțat în 1975 că acesta va fi ultimul său start la simplu, iar la 14 ani după primul său titlu la dublu feminin, intenționa să își încheie participarea la Londra cu un nou titlu la simplu, ceea ce a și făcut. În finală, ea a învins-o pe Evonne Goolagong în două seturi 6-0 și 6-1. Cu toate acestea, nu a fost ultimul ei an cu acest turneu, deoarece ulterior a mai ajuns de patru ori în sferturi de finală și de două ori în semifinale. La ediția centenară a Grand Slamului din 1977, ultima jucătoare britanică care a câștigat evenimentul a fost, în mod surprinzător, Virginia Wade, după ce a învins-o în finală pe Betty Stöve din Olanda. Cupa de argint i-a fost oferită de regina Elisabeta a II-a, care nu a mai vizitat Wimbledon până în 2010.

#### Epoca Navratilova și Graf
În 1977 și 1978, Martina Navrátilová, originară din Cehoslovacia, a triumfat pentru Statele Unite. Ea a început astfel o serie record de nouă victorii la simplu.
La nouă ani după titlul de debut, în 1980, australianca Evonne Goolagong Cawley a câștigat în mod surprinzător al doilea titlu. Ea a devenit prima (și încă singura) mamă care a câștigat titlul la simplu la Wimbledon în epoca de după Primul Război Mondial. Între 1982 și 1987, Navratilova a mai câștigat șase trofee, alături de Chris Evert. La edițiile 1988 și 1989, Navratilova a fost învinsă în finală de starul german în ascensiune Steffi Graf. Nemțoaica a cucerit în total șapte titluri la Wimbledon și se află pe locul trei în clasamentul istoric, după Navratilova și Helen Wills Moody. În 1988, Graf a fost singura jucătoare de tenis din istorie care a realizat așa-numitul Golden Slam, triumfând la Jocurile Olimpice de vară de la Seul, pe lângă cele patru turnee de Grand Slam.

#### Epoca lui Sampras, Federer și Djoković
În 1985, juniorul german Boris Becker a câștigat proba de simplu masculin, devenind cel mai tânăr câștigător din istoria turneului, la vârsta de 17 ani și 227 de zile. În anul următor, 1986, el și-a apărat titlul după ce l-a învins în finală pe cehul Ivan Lendl și a câștigat al treilea trofeu în 1989 în fața suedezului Stefan Edberg, cu care s-a întâlnit în repetate rânduri în lupta pentru titlu. Nordicul a câștigat de două ori, în 1988 și 1990. Numărul unu mondial Ivan Lendl a câștigat cele trei turnee de Grand Slam rămase pe circuit însă n-a câștigat niciodată Wimbledonul. 
La fel ca majoritatea turneelor pe zgură, Wimbledon a fost scena hegemoniei americane asupra tenisului între 1992 și 2000. Aceasta a început cu victoria lui Andre Agassi în 1992, care în semifinale l-a învins pe John McEnroe, iar în finală pe croatul Goran Ivanišević. Succesul lui Agassi este cu atât mai surprinzător deoarece el nu este un specialist în jocul pe iarbă și nu câștigase niciodată nici un titlu de Grand Slam până atunci. Înainte, Agassi a ratat doi ani (1988–1990) Wimbledonul după ce organizatorii nu i-au permis să poarte pantaloni scurți din denim.
Din 1993, americanul Pete Sampras a preluat dominația la Wimbledon, făcând istorie cu un record de șapte titluri, până în 2000. Seria sa de victorii a fost întreruptă doar de olandezul Richard Krajicek la ediția din 1996. Ediția din 2001 este marcată de o schimbare importantă. Organizatorii au decis să modifice compoziția ierbii pentru a o face mai rezistentă. De asemenea, se dovedește că această nouă suprafață este mai lentă. Croatul Goran Ivanišević, deja de trei ori finalist la Wimbledon, reușește să câștige turneul jucând finala împotriva lui Patrick Rafter, meciul fiind amânat pentru o zi de luni, din cauza ploii. Clasat pe locul 125 înainte de începerea turneului, Ivanišević a primit un wild card, devenind singurul câștigător de la Wimbledon care a intrat în turneu pe baza unei invitații.
Din sezonul 2003 a început dominația elvețianului Roger Federer, care a repetat isprava lui Borg de cinci titluri consecutive. După ce a pierdut finala în fața spaniolului Rafael Nadal în 2008, acesta a câștigat din nou titlul de la Wimbledon în ediția 2009, după ce l-a învins pe Andy Roddick în a treia luptă finală disputată în cinci seturi la rând. În 2010, John Isner și Nicolas Mahut au jucat cel mai lung meci de tenis din istorie în runda de deschidere. După 11 ore și 5 minute, Isner a câștigat cu 6–4, 3–6, 6–7(7–9), 7–6(7–3), 70–68.
În 2012, Federer a atins al șaptelea titlu când l-a învins în finală pe britanicul Andy Murray egalând recordul lui Sampras. Cinci ani mai târziu, la Wimbledon 2017, Federer a devenit primul jucător care a câștigat al optulea trofeu. Federer a devenit, de asemenea, al doilea jucător în Era Open, după Björn Borg în 1976, care a câștigat Wimbledon fără a pierde un set. 
Sârbul Novak Djoković a câștigat al șaptelea trofeu în 2022. După Borgo, Sampras, Federer și Nadal, a devenit al cincilea jucător din era deschisă care câștigă patru titluri la rând pentru același turneu de Grand Slam. Câștigând cel de-al 21-lea titlu de Grand Slam, Djoković s-a clasat pe locul al doilea în statisticile istorice. După victoria din runda de deschidere, a devenit primul jucător din istorie care a câștigat cel puțin 80 de meciuri la fiecare dintre cele patru majore.

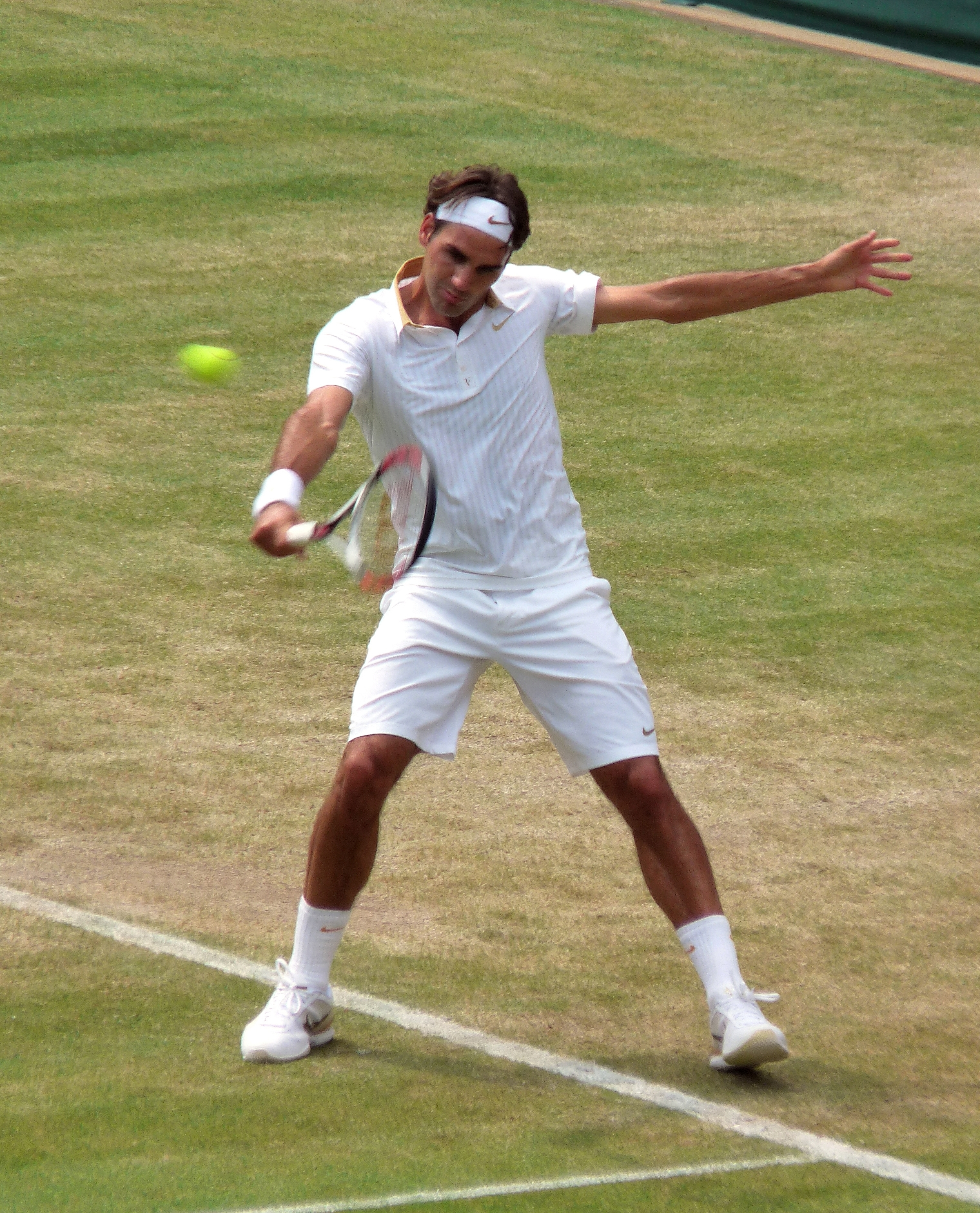
Roger Federer este singurul jucător care a câștigat de opt ori la simplu masculin.
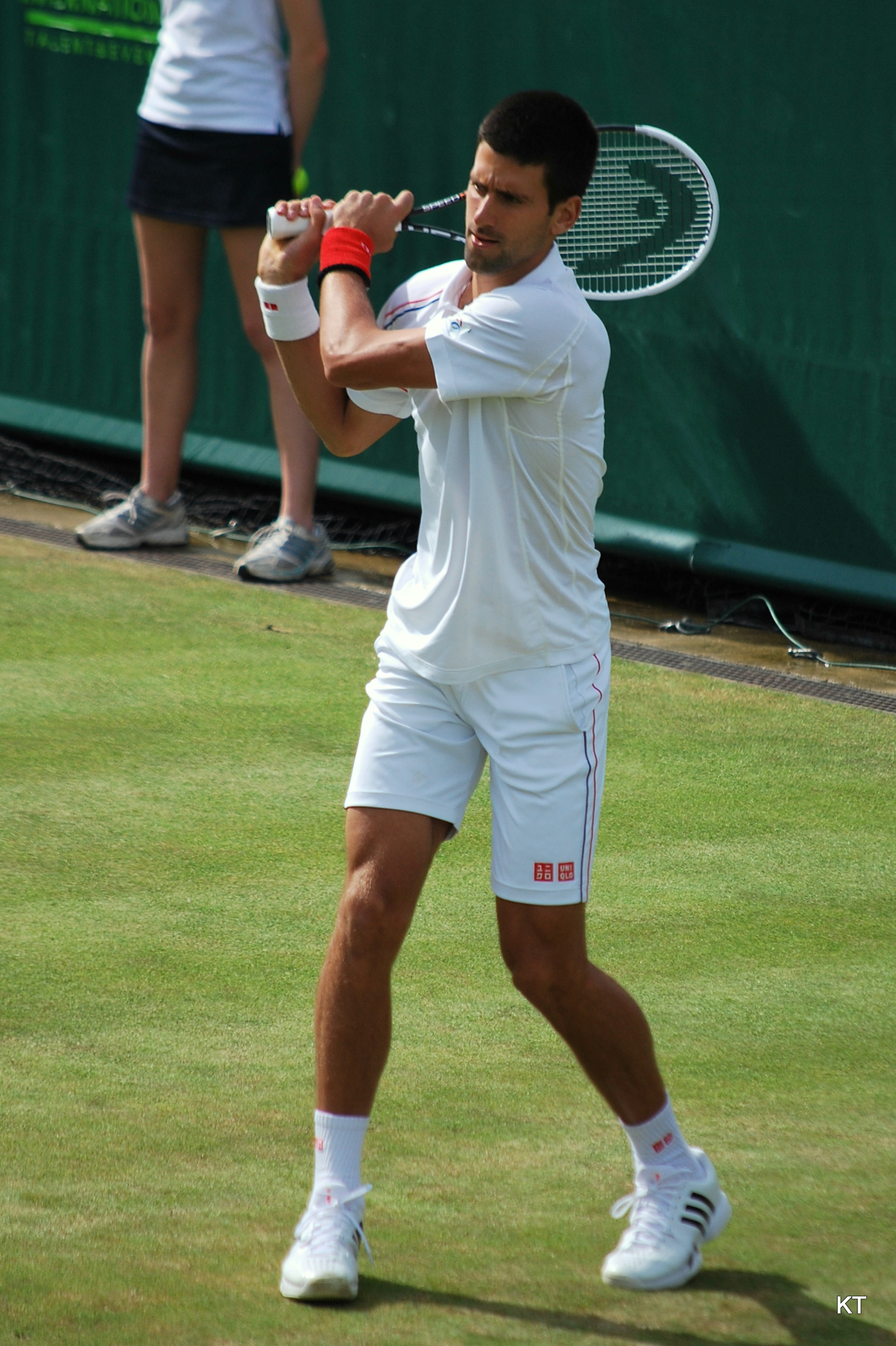
Novak Djokovic a câștigat șapte titluri la simplu masculin.
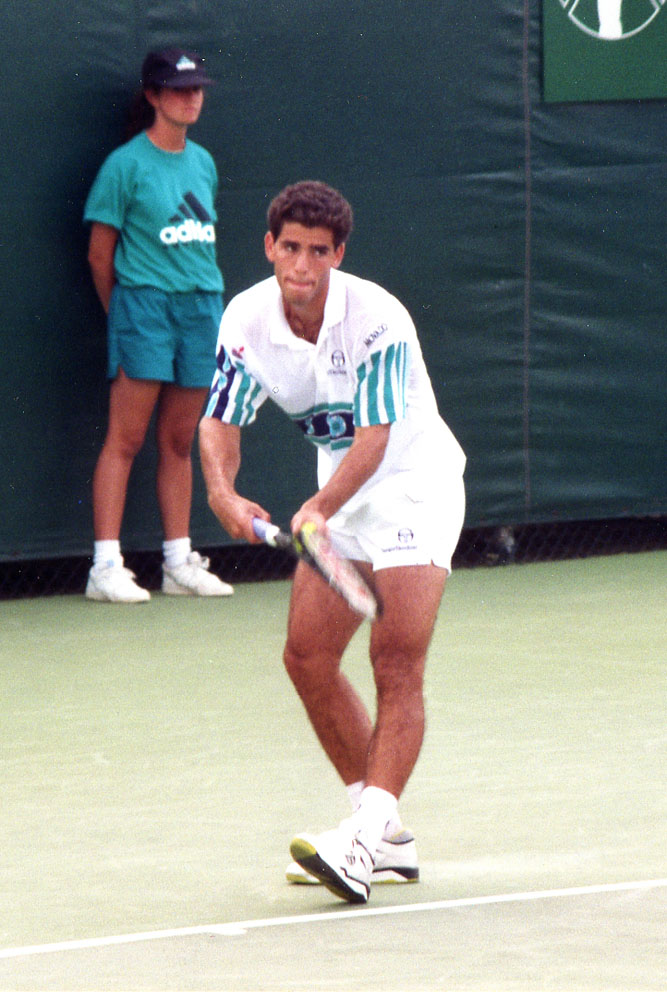
Pete Sampras  a câștigat șapte titluri la simplu masculin.

#### Dominația surorilor Serena și Venus Williams

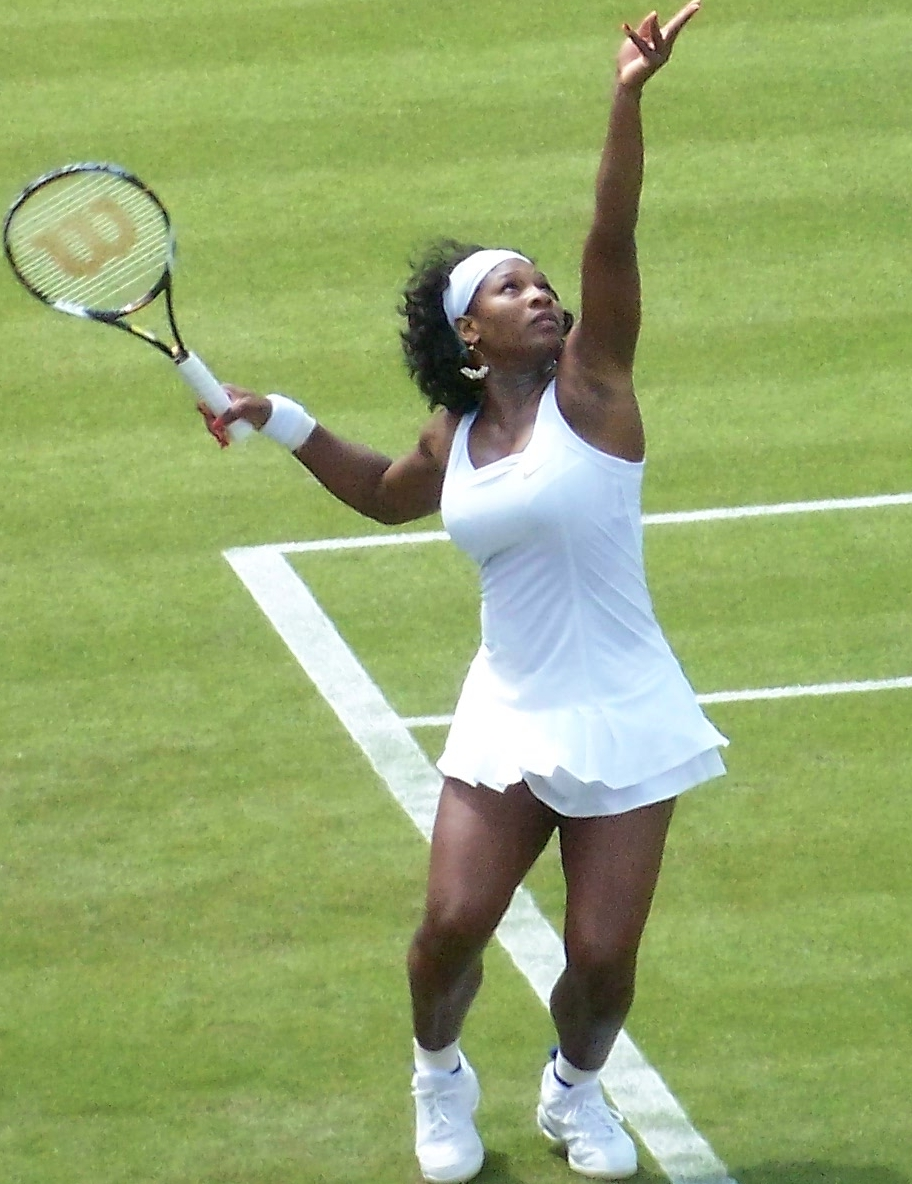
Serena Williams a câștigat șapte titluri la simplu feminin, șase la dublu feminin și unul la dublu mixt

La simplu feminin, surorile americane Venus și Serena Williams și-au început dominația din anul 2000, prima reclamând cinci victorii, iar ultima șapte victorii la simplu feminin. Cele două jucătoare s-au întâlnit și de patru ori în finală, cu un bilanț de victorie de 3–1 în favoarea Serenei. În plus, surorile au câștigat șase titluri la dublu feminin, iar Serena Williams a câștigat și un titlu la dublu mixt.
Între 2000 și 2016, doar patru jucătoare au reușit să spargă dominația surorilor Williams pe iarba Londrei. Rusoaica Maria Șarapova, în vârstă de 17 ani, a câștigat în 2004. La ediția din 2006, franțuzoaica Amélie Mauresmo a triumfat cu un stil de joc agresiv. Mauresmo a devenit prima franțuzoaică care câștigă Wimbledon de la Suzanne Lenglen în 1925. În 2013, compatrioata Marion Bartoli a imitat-o. Ea a câștigat titlul fără să piardă un set sau să se confrunte cu un tiebreak în orice set. Cehoaica Petra Kvitová a câștigat în 2014; a fost al doilea ei titlu la Wimbledon și a pierdut un singur set în drumul spre victorie, în meciul cu Venus Williams în runda a treia.
Serena Williams a câștigat al șaselea trofeu în 2015, învingând-o pe Garbiñe Muguruza. Ea a finalizat astfel un Grand Slam non-calendaristic pentru a doua oară în carieră. Acesta a marcat și primul Channel Slam (câștigând Openul Francez și Wimbledon în același an) la simplu feminin de la Williams însăși în 2002. La 1 iulie 2015, a fost stabilit un record de temperatură la Wimbledon cu temperaturi de 35,7 °C, depășind maximul existent de 34,6 °C stabilit la 26 iunie 1976.
Ea și-a adăugat al șaptelea titlu în 2016, când a devenit cea mai în vârstă campioană de Grand Slam din era deschisă la vârsta de 34 de ani și 288 de zile. Câștigând cel de-al 22-lea titlu de Grand Slam, ea a egalat recordul din era deschisă deținut de germana Steffi Graf.

## Trofee și premii în bani

### Trofee

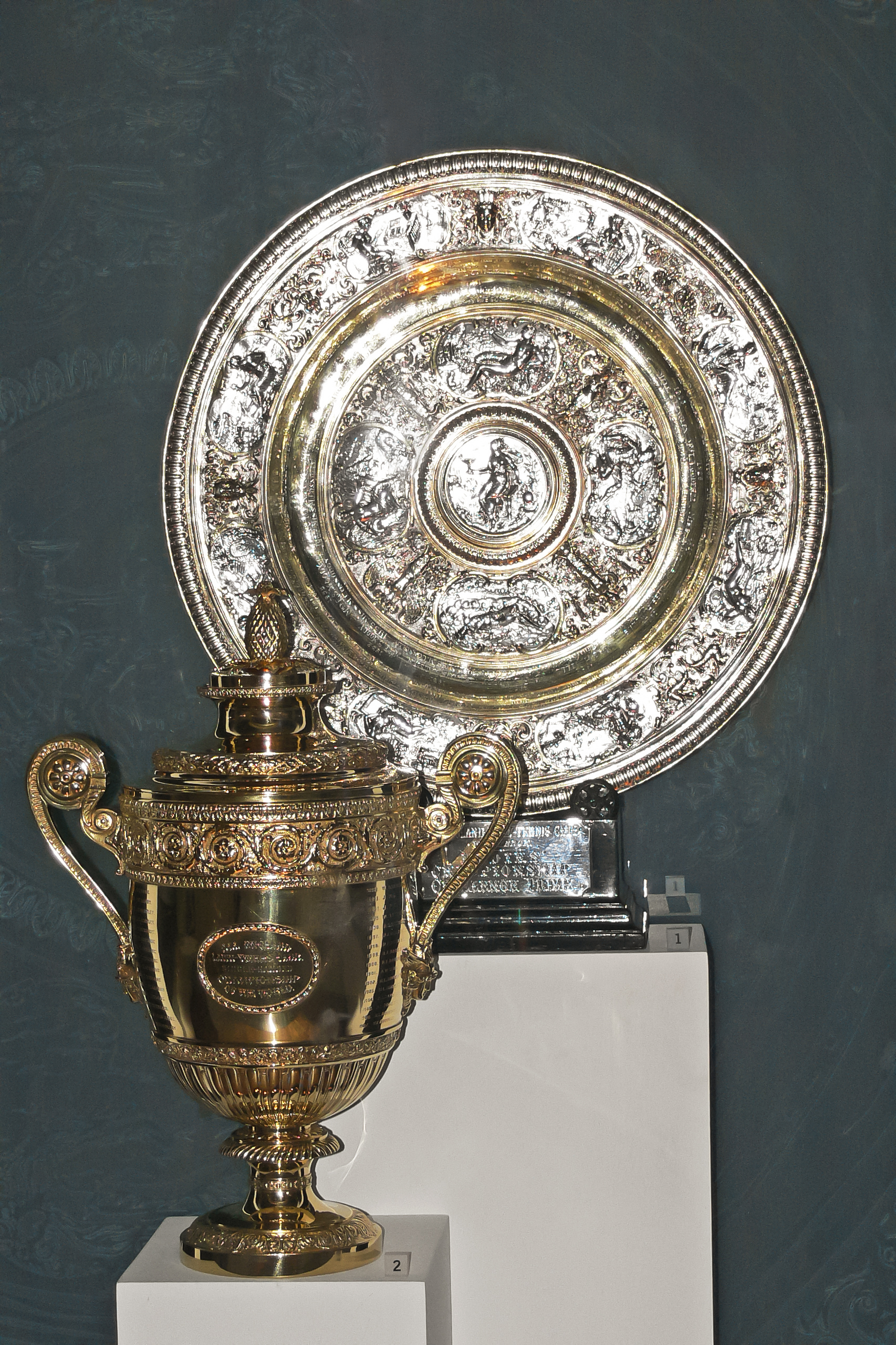
Trofeul pentru simplu feminin (sus) și simplu masculin.

Campionului la simplu masculin îi este înmânată o cupă din argint aurit de aproximativ 47 cm în înălțime și de aproximativ 19 cm în diametru. Trofeul a fost acordat încă din 1887 și poartă inscripția: „All England Lawn Tennis Club Single Handed Championship of the World”. Trofeul propriu-zis rămâne proprietatea Clubului All England în muzeul lor, iar campioaul primește o replică a Cupei în mărime de trei sferturi care poartă numele tuturor Campionilor din trecut (înălțime 34 cm).
Campionei la simplu feminin îi este înmânat un platou din argint masiv cunoscut în mod obișnuit sub numele de „Venus Rosewater Dish”, sau pur și simplu „Rosewater Dish”. Platoul, care are un diametru de aproximativ 18 cm, este decorat cu figuri din mitologie. Trofeul propriu-zis rămâne proprietatea Clubului All England în muzeul lor, iar campioana primește o replică în miniatură care poartă numele tuturor campionelor din trecut. Din 1949 până în 2006, replica avea un diametru de 20 cm, iar din 2007 are un diametru de 34 cm.
Câștigătorul probelor de dublu masculin, dublu feminin și dublu mixt primește cupe din argint. Un trofeu este acordat fiecărui jucător din perechea de dublu, spre deosebire de celelalte turnee de Grand Slam în care cei doi câștigători de dublu împart un singur trofeu. Cupa de argint pentru dublu masculin a fost inițial de la Oxford University Lawn Tennis Club și donată Clubului All England în 1884. Trofeul de dublu pentru femei, o cupă de argint cu capac cunoscută sub numele de Duchess of Kent Challenge Cup, a fost prezentată All England Club în 1949 de Ducesa de Kent. 
Finalistul din fiecare probă primește o placă de argint inscripționată. Trofeele sunt de obicei prezentate de președintele clubului All England, Ducele de Kent.

### Premii în bani
Premiile în bani au fost acordate pentru prima dată în 1968, anul în care jucătorilor profesioniști li s-a permis să concureze pentru prima dată în Campionate. Premiul total în bani a fost de 26.150 £; câștigătorul titlului masculin a câștigat 2.000 £ (echivalent în 2018 cu 34.600 £ ), în timp ce campioana feminină la simplu a primit 750 £. În 2007, Wimbledon  și French Open  erau ultimele turnee de Grand Slam care acordau premii inegale femeilor și bărbaților.
În 2009, fondul total de premii a fost de 12.500.000 £, campionii la simplu primind 850.000 £ fiecare, o creștere de 13,3% față de 2008. În 2010 premiul total a crescut la 13.725.000 £, iar campionii la simplu au primit 1.000.000 £ fiecare. O creștere suplimentară de 6,4% în 2011 a dus la o sumă totală de 14.600.000 £, campionii la simplu primind câte 1.100.000 £. În anii următori au crescut primiile la dublu și pentru cei care pierdeau în primele runde de simplu ale turneului.
Premiile totale de la Campionatele de la Wimbledon pentru 2021 au scăzut cu 7,85%, la 35.016.000 £. Cu toate acestea, cifra premiilor nu include investițiile substanțiale necesare pentru a oferi cazare de calitate jucătorilor sau pentru a crea un mediu cu risc minimizat și un program de testare cuprinzător. 
Pentru 2023, premiile în bani au atins din nou niveluri record, crescând la 44.700.000 £, o creștere de 10,78% față de 2022. Campionii și finaliștii la simplu feminin și masculin au primit 2.350.000 lire sterline și 1.175.000 lire sterline, o creștere de 171,9% și 171,5%, în comparație cu 2022. În 2024, premiile totale au fost în valoare de 50.000.000 de lire sterline, în creștere cu 11,86% față de ediția din 2023.
| Probă   | Câștigător | Finalist   | Semifinalist | Sfertfinalist | R16      | R32      | R64     | R128    | Q3      | Q2      | Q1      |
| Simplu  | £2,700,000 | £1,400,000 | £715,000     | £375,000      | £226,000 | £143,000 | £93,000 | £60,000 | £40,000 | £25,000 | £15,000 |
| Dublu * | £650,000   | £330,000   | £167,000     | £84,000       | £42,000  | £25,000  | £15,750 | N/A     | N/A     | N/A     | N/A     |

*per echipă

## Puncte de clasare
Punctele de clasare pentru ATP și WTA au variat la Wimbledon de-a lungul anilor, dar în prezent jucătorii de simplu primesc următoarele puncte:
| Probă  | Probă    | C    | F    | SF  | QF  | 4R  | 3R  | 2R | 1R |
| Simplu | Masculin | 2000 | 1200 | 720 | 360 | 180 | 90  | 45 | 10 |
| Simplu | Feminin  | 2000 | 1300 | 780 | 430 | 240 | 130 | 70 | 10 |
| Dublu  | Masculin | 2000 | 1200 | 720 | 360 | 180 | 90  | 0  | –  |
| Dublu  | Feminin  | 2000 | 1300 | 780 | 430 | 240 | 130 | 10 | –  |

## Campioni

### Cele mai recente finale
| Probe 2025      | Campion                            | Finalist                      | Scor               |
| --------------- | ---------------------------------- | ----------------------------- | ------------------ |
| Simplu masculin | Jannik Sinner                      | Carlos Alcaraz                | 4–6, 6–4, 6–4, 6–4 |
| Simplu feminin  | Iga Świątek                        | Amanda Anisimova              | 6–0, 6–0           |
| Dublu masculin  | Julian Cash Lloyd Glasspool        | Rinky Hijikata David Pel      | 6–2, 7–6(7–3)      |
| Dublu feminin   | Veronika Kudermetova Elise Mertens | Hsieh Su-wei Jeļena Ostapenko | 3–6, 6–2, 6–4      |
| Dublu mixt      | Sem Verbeek Kateřina Siniaková     | Joe Salisbury Luisa Stefani   | 7–6(7–3), 7–6(7–3) |

## Recorduri

### Masculin (din 1877)
| Record                                                 | Era             | Jucător                           | Nr | Ani |
| ------------------------------------------------------ | --------------- | --------------------------------- | -- | --- |
| Cele mai multe titluri la simplu                       | Pre-Open Era    | William Renshaw                   | 7  | 1881–1886, 1889 |
| Cele mai multe titluri la simplu                       | Open Era        | Roger Federer                     | 8  | 2003–2007, 2009, 2012, 2017 |
| Cele mai multe titluri consecutive la simplu           | Pre-Open Era    | William Renshaw                   | 6  | 1881–1886 |
| Cele mai multe titluri consecutive la simplu           | Open Era        | Björn Borg Roger Federer          | 5  | 1976–1980 2003–2007 |
| Cele mai multe titluri la dublu                        | Pre-Open Era    | Reginald Doherty Laurence Doherty | 8  | 1897–1901, 1903–1905 |
| Cele mai multe titluri la dublu                        | Open Era        | Todd Woodbridge                   | 9  | 1993–1997, 2000 (cu Mark Woodforde), 2002–2004 (cu Jonas Björkman)                                                                                |
| Cele mai multe titluri consecutive la dublu            | Pre-Open Era    | Reginald Doherty Laurence Doherty | 5  | 1897–1901 |
| Cele mai multe titluri consecutive la dublu            | Open Era        | Todd Woodbridge Mark Woodforde    | 5  | 1993–1997 |
| Cele mai multe titluri la dublu mixt                   | Pre-Open Era    | Ken Fletcher Vic Seixas           | 4  | 1963, 1965–1966, 1968 (cu Margaret Court) 1953–1956 (3 cu Doris Hart, 1 cu Shirley Fry Irvin)                                                     |
| Cele mai multe titluri la dublu mixt                   | Open Era        | Owen Davidson Leander Paes        | 4  | 1967, 1971, 1973–1974 (cu Billie Jean King) 1999 (cu Lisa Raymond), 2003 (cu Martina Navratilova), 2010 (cu Cara Black), 2015 (cu Martina Hingis) |
| Cele mai multe campionate (simplu, dublu & dublu mixt) | înainte de 1968 | Laurence Doherty                  | 13 | 1897–1906 (5 simplu, 8 dublu) |
| Cele mai multe campionate (simplu, dublu & dublu mixt) | Open Era        | Todd Woodbridge                   | 10 | 1993–2004 (9 dublu, 1 dublu mixt) |

### Feminin (din 1884)
| Record                                                 | Era          | Jucător                                             | Nr | Ani |
| ------------------------------------------------------ | ------------ | --------------------------------------------------- | -- | --- |
| Cele mai multe titluri la simplu                       | Pre-Open Era | Helen Wills                                         | 8  | 1927, 1928, 1929, 1930, 1932, 1933, 1935, 1938 |
| Cele mai multe titluri la simplu                       | Open Era     | / Martina Navratilova                               | 9  | 1978, 1979, 1982, 1983, 1984, 1985, 1986, 1987, 1990 |
| Cele mai multe titluri consecutive la simplu           | Pre-Open Era | Suzanne Lenglen                                     | 5  | 1919, 1920, 1921, 1922, 1923 |
| Cele mai multe titluri consecutive la simplu           | Open Era     | / Martina Navratilova                               | 6  | 1982, 1983, 1984, 1985, 1986, 1987 |
| Cele mai multe titluri la dublu                        | Pre-Open Era | Elizabeth Ryan                                      | 12 | 1914 (cu Agatha Morton), 1919, 1920, 1921, 1922, 1923, 1925 (cu Suzanne Lenglen), 1926 (cu Mary Browne), 1927, 1930 (cu Helen Wills), 1933, 1934 (cu Simonne Mathieu) |
| Cele mai multe titluri la dublu                        | Open Era     | / Martina Navratilova                               | 7  | 1976 (cu Chris Evert), 1979 (cu Billie Jean King), 1981, 1982, 1983, 1984, 1986 (cu Pam Shriver)                                                                      |
| Cele mai multe titluri consecutive la dublu            | Pre-Open Era | Suzanne Lenglen Elizabeth Ryan                      | 5  | 1919, 1920, 1921, 1922, 1923 |
| Cele mai multe titluri consecutive la dublu            | Open Era     | / Martina Navratilova Pam Shriver / Natasha Zvereva | 4  | 1981, 1982, 1983, 1984 1991 (cu Larisa Neiland), 1992, 1993, 1994 (cu Gigi Fernández)                                                                                 |
| Cele mai multe titluri la dublu mixt                   | Pre-Open Era | Elizabeth Ryan                                      | 7  | 1919, 1921, 1923 (cu Randolph Lycett), 1927 (cu Frank Hunter), 1928 (cu Patrick Spence), 1930 (cu Jack Crawford), 1932 (cu Enrique Maier)                             |
| Cele mai multe titluri la dublu mixt                   | Open Era     | / Martina Navratilova                               | 4  | 1985 (cu Paul McNamee), 1993 (cu Mark Woodforde), 1995 (cu Jonathan Stark), 2003 (cu Leander Paes)                                                                    |
| Cele mai multe campionate (simplu, dublu & dublu mixt) | Pre-Open Era | Elizabeth Ryan                                      | 19 | 1914–34 (12 dublu, 7 dublu mixt) |
| Cele mai multe campionate (simplu, dublu & dublu mixt) | Open Era     | / Martina Navratilova                               | 20 | 1976–2003 (9 simplu, 7 dublu, 4 dublu mixt) |
| Cele mai multe campionate (simplu, dublu & dublu mixt) | Combinat     | Billie Jean King                                    | 20 | 1961–79 (6 simplu, 10 dublu, 4 dublu mixt) |

### Diverse

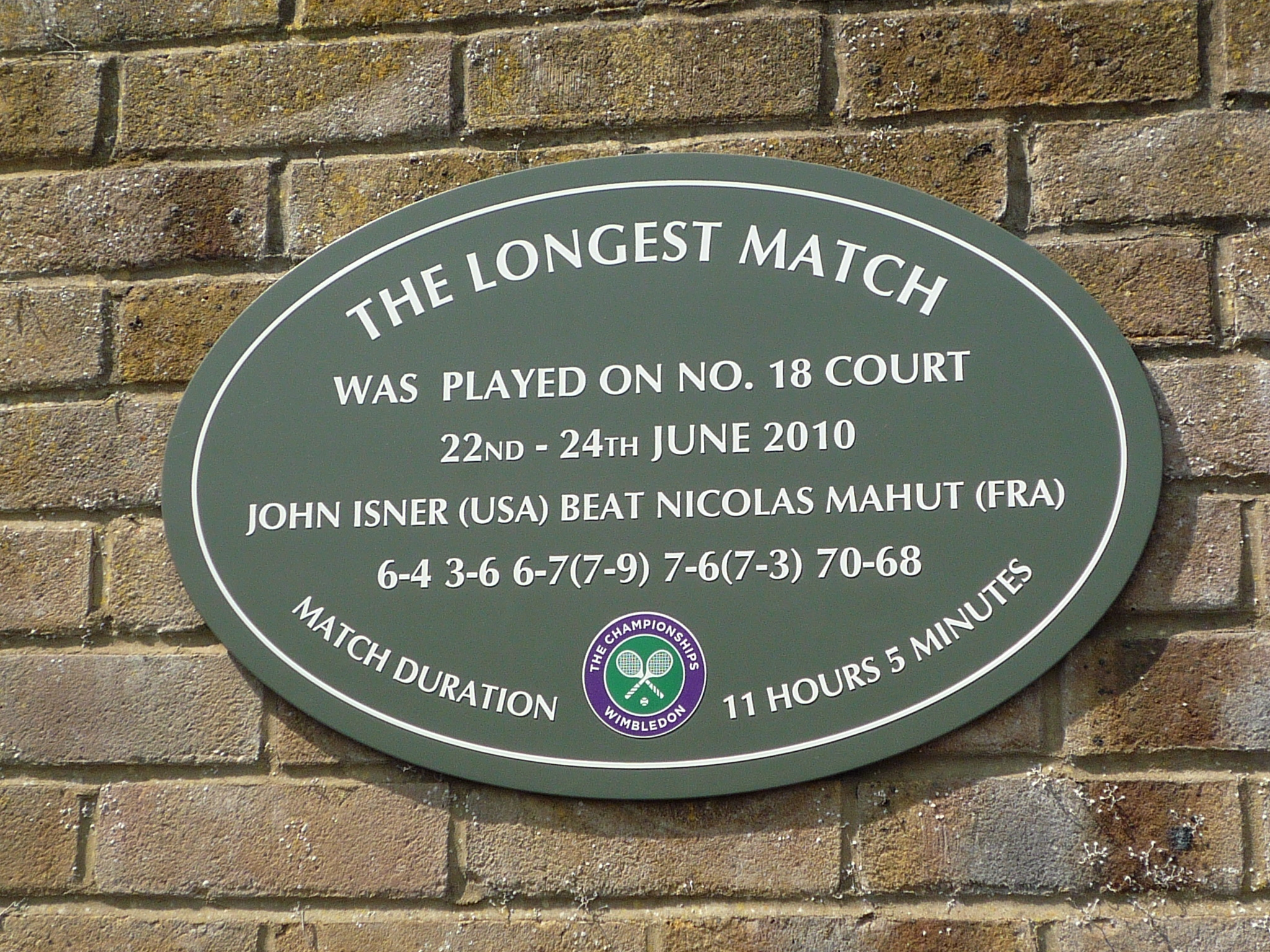
Placă de la Terenul 18 care marchează cel mai lung meci de tenis din istorie.

| Record                                        | M/F      | Jucător                                                               | An(i)                    | An(i)                                                     |
| --------------------------------------------- | -------- | --------------------------------------------------------------------- | ------------------------ | --------------------------------------------------------- |
| Campioni fără să fie capi de serie            | Masculin | Boris Becker Goran Ivanišević                                         | 1985 2001                | 1985 2001                                                 |
| Cel mai tânăr campion la simplu               | Masculin | Boris Becker                                                          | 17 ani 7 luni            | 1985                                                      |
| Cel mai tânăr campion la simplu               | Feminin  | Lottie Dod                                                            | 15 ani 9 luni            | 1887                                                      |
| Cel mai în vârstă campion la simplu           | Masculin | Arthur Gore                                                           | 41 ani 6 luni            | 1909                                                      |
| Cel mai în vârstă campion la simplu           | Feminin  | Charlotte Cooper                                                      | 37 ani 9 luni            | 1908                                                      |
| Câștigătorul cel mai jos clasat               | Masculin | Goran Ivanišević                                                      | 125                      | 2001                                                      |
| Câștigătorul cel mai jos clasat               | Feminin  | Venus Williams                                                        | 31 (cap serie 23)        | 2007                                                      |
| Cele mai multe meciuri jucate                 | Masculin | Jean Borotra                                                          | 223                      | 1922–39, 1948–64                                          |
| Cele mai multe meciuri jucate                 | Feminin  | / Martina Navratilova                                                 | 326                      | 1973–2006                                                 |
| Cele mai multe turnee consecutive jucate      | Masculin | Arthur Gore                                                           | 30                       | 1888–1922                                                 |
| Cele mai multe turnee consecutive jucate      | Feminin  | Virginia Wade                                                         | 26                       | 1960–1985                                                 |
| Cel mai lung meci                             | Masculin | John Isner vs Nicolas Mahut                                           | 11 ore și 5 minute       | 2010                                                      |
| Cel mai lung meci                             | Feminin  | Chanda Rubin vs Patricia Hy-Boulais                                   | 3 ore și 45 minute       | 1995                                                      |
| Cea mai lungă finală                          | Masculin | Novak Djokovic vs Roger Federer                                       | 4 ore și 57 minute       | 2019                                                      |
| Cea mai lungă finală                          | Feminin  | Lindsay Davenport vs Venus Williams                                   | 2 ore și 45 minute       | 2005                                                      |
| Câștigători atât la juniori cât și la seniori | Masculin | Björn Borg Pat Cash Stefan Edberg Roger Federer                       | 1972 1982 1983 1998      | 1976–80 inclusiv 1987 1988, 1990 2003–7, 2009, 2012, 2017 |
| Câștigători atât la juniori cât și la seniori | Feminin  | Ashleigh Barty Karen Hantze Ann Haydon Martina Hingis Amélie Mauresmo | 2011 1960 1956 1994 1996 | 2021 1962 1969 (sub numele de căsătorit Jones) 1997 2006  |